# Pisses
Pisses (griechisch Πήσσες (f. pl.)) ist ein Ort auf der griechischen Kykladeninsel Kea. Er liegt an der gleichnamigen Bucht (Ormos Pisses Όρμος Πήσσες) in der Mitte der Westküste von Kea in einem landwirtschaftlich geprägten Tal, etwa 8 km südwestlich von Ioulida, dem Hauptort der Insel. Auf einer Anhöhe südlich des Ortes liegen die Überreste der antiken Polis Poiessa (Ποιήεσσα).